# Hallenstadion
Hallenstadion o Zürcher Hallenstadion és un estadi multifuncional ubicat en Zúric, Suïssa. Va ser construït en Juliol de 1939 i renovat en 2005.
És seu del club d'hoquei sobre gel ZSC Lions. També ha estat seu de competicions d'handbol com el Campionat d'Europa d'handbol masculí de 2006, o del Zürich Open de tennis.
En aquest estadi han actuat artistes i conjunts artístics com:Laura Pausini, Bruno Mars, Lady Gaga, Katy Perry, Miley Cyrus, Gotthard, Depeche Mode, Linkin Park, The Rolling Stones, Kylie Minogue, Queen, Bob Marley, Christina Aguilera, Elton John, Shakira, Roxette, Guns N' Roses, Nightwish, Metallica, Oasis (banda), AC/DC, Pink Floyd, U2, Green Day, Aerosmith, Led Zeppelin, Rammstein, etc.